# Distretto di St. Johann im Pongau
Il distretto di St. Johann im Pongau (o Pongau) è un distretto amministrativo dello stato del Salisburghese, in Austria.

## Geografia antropica
Il distretto si suddivide in 25 comuni, di cui 3 con status di città e 7 con diritto di mercato.

### Città
1. Bischofshofen (10 087)
2. Radstadt (4 710)
3. St. Johann im Pongau (10 260)

### Comuni mercato
1. Altenmarkt im Pongau (3 486)
2. Bad Hofgastein (6 727)
3. Großarl (3 634)
4. St. Veit im Pongau (3 330)
5. Schwarzach im Pongau (3 526)
6. Wagrain (3 127)
7. Werfen (3 085)

### Comuni
1. Bad Gastein (5 838)
2. Dorfgastein (1 649)
3. Eben im Pongau (2 005)
4. Filzmoos (1 352)
5. Flachau (2 625)
6. Forstau (515)
7. Goldegg (2 216)
8. Hüttau (1 555)
9. Hüttschlag (974)
10. Kleinarl (743)
11. Mühlbach am Hochkönig (1 629)
12. Pfarrwerfen (2 174)
13. St. Martin am Tennengebirge (1 406)
14. Untertauern (453)
15. Werfenweng (766)

(Popolazione al 15 maggio 2001)